# 楊貴妃 (1962年電影)
《楊貴妃》（英語：The Magnificent Concubine）是一部1962年香港國語電影，邵氏兄弟出品。李翰祥根據白居易《長恨歌》改編，講述唐玄宗李隆基和楊貴妃的著名愛情故事。主演嚴俊、李麗華、李香君、楊志卿、趙雷。1960年4月21日正式開拍，歷時近2年拍攝。1962年《楊貴妃》獲康城影展高等技術獎及第1屆金馬獎優等劇情片、最佳剪輯、最佳錄音。
1962年《楊貴妃》在香港上映12天票房突破35萬8千港元，打破1955年電影《戲王之王》紀錄，成為香港最賣座電影，香港累積票房60萬港元。翌年10月《楊貴妃》重映仍然賣座。

## 主演
- 李麗華 - 楊貴妃
- 嚴俊 - 唐明皇
- 李香君 - 梅妃
- 楊志卿 - 楊國忠
- 賀賓 - 楊銛
- 顧文宗 - 高力士
- 林靜 - 虢國夫人
- 莫愁 - 秦國夫人
- 翁木蘭 - 韓國夫人
- 趙雷 - 刺客

## 外部連結
- 香港影庫上《楊貴妃》的資料（繁體中文）
- 互联网电影数据库（IMDb）上《The Magnificent Concubine》的资料（英文）